# Earlene Brown
Earlene Brown (dekliški priimek Dennis), ameriška atletinja, * 11. junij 1935, Latexo, Teksas, ZDA, † 21. maj 1983, Compton, Kalifornija, ZDA.
Nastopila je na poletnih olimpijskih igrah v letih 1956, 1960 in 1964, leta 1960 je osvojila bronasto medaljo v suvanju krogle, ob tem je v isti disciplini dosegla še šesto in dvanajsto mesto, v metu diska pa četrto in šesto mesto. Leta 1959 je zmagala na panameriških igrah v obeh disciplinah.